# Anne W. Simon
Anne W. Simon (1914 - 29 de julho de 1996) foi uma autora, escritora e ambientalista americana.

## Vida pessoal
Ela casou-se três vezes. O seu primeiro marido foi o Dr. Louis Langman, com quem ela se casou em 1937; o casamento acabou em divórcio. O seu segundo marido foi o empresário imobiliário Robert E. Simon; o casamento também acabou em divórcio. O seu terceiro marido foi Walter Werner. Ela teve quatro filhos do seu primeiro casamento: Thomas Langman; Betsy Langman Schulberg (casada e divorciada de Budd Schulberg), Lynn Langman Lilienthal (casada com Philip H. Lilienthal em 1963) e Deborah Langman Lesser.
Ela morreu no dia 29 de julho de 1996 em sua casa, em Manhattan.

## Livros
- Stepchild in the Family: A View of Children in Remarriage (1964)
- No Island Is an Island: The Ordeal of Martha's Vineyard (1973)
- The Thin Edge: Coast and Man in Crisis (1978)
- Neptune's Revenge: The Ocean of Tomorrow (1984)